# Me cago en el amor
Me cago en el amor è un singolo del cantautore spagnolo Tonino Carotone, pubblicato nel 2000.

## Descrizione
Me cago en el amor è il primo brano con il quale Tonino Carotone si è fatto conoscere e ha ottenuto successo in Italia.
Il singolo viene citato, 25 anni dopo, in una barra del singolo Las Vegas Freestyle di Nerone.

## Tracce
CD
1. Me cago en el amor (Radio Edit) – 4:32 (Antonio de la Cuesta)
2. La trampa – 3:32 (Manu Chao)
3. Me cago en el amor – 6:01 (Antonio de la Cuesta)
4. Me cago en el amor (feat. Julio 98 en la Gran Feria de las Mentiras) (Extended Live Mix) – 6:39 (Antonio De La Cuesta)

Durata totale: 20:44
12"
1. Me cago en el amor (Kadoc Remix) – 6:39 (Antonio de la Cuesta)
2. Me cago en el amor (Radio Edit) – 4:32 (Antonio de la Cuesta)
3. Se que bebo, se que fumo (Versione San Fermìn Dusminguet) – 2:51 (Antonio de la Cuesta)

Durata totale: 14:02
CD promo Europa
1. Me cago en el amor – 6:01 (Antonio de la Cuesta)
2. La trampa – 3:32 (Manu Chao)

Durata totale: 9:33
CD promo Spagna
1. Me cago en el amor (Radio Edit) – 4:32 (Antonio de la Cuesta)
2. La trampa – 3:32 (Manu Chao)

Durata totale: 8:04
CD promo Francia
1. Me cago en el amor (Radio Edit) – 3:12 (Antonio de la Cuesta)
2. Me cago en el amor – 6:39 (Manu Chao) – Extendido Live Mix en La Gran Feria de las Mentiras

Durata totale: 9:51

## Classifiche
| Classifica (2000) | Posizione massima |
| ----------------- | ----------------- |
| Italia            | 3                 |

## Crediti
- Tonino Carotone - voce
- Manu Chao - voce, chitarra, basso, missaggio
- Rosario Patania - trombone, cori
- Roy Paci - tromba, cori
- Ranaud Letang - missaggio